# Grlica (Istočna Ilidža)
Pour les articles homonymes, voir Grlica.
Grlica (en serbe cyrillique : Грлица) est un village de Bosnie-Herzégovine. Il est situé dans la municipalité d'Istočna Ilidža, république serbe de Bosnie.